# Aeonium tabuliforme

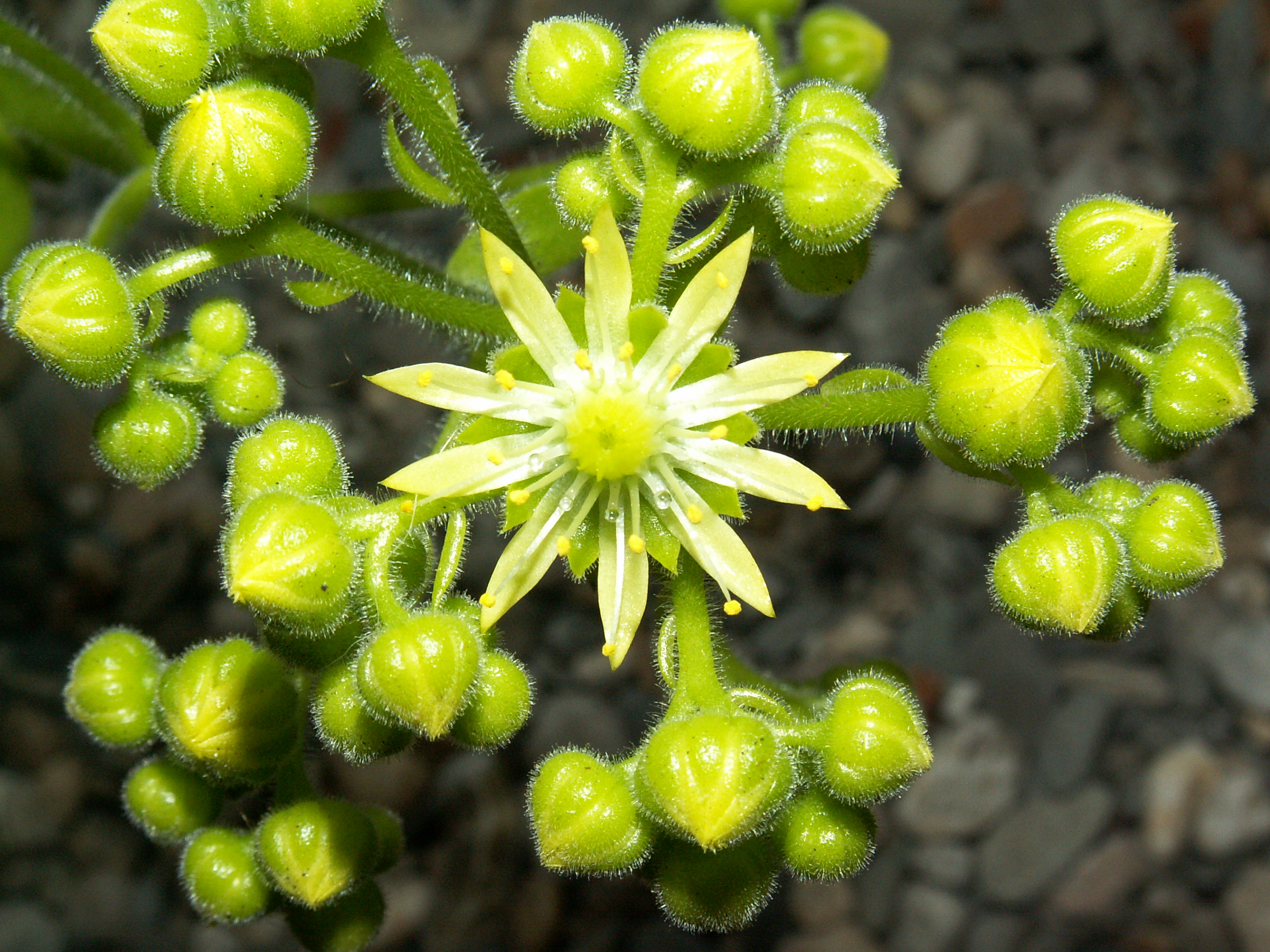
Blüten

Aeonium tabuliforme ist eine Pflanzenart aus der Gattung Aeonium in der Familie der Dickblattgewächse (Crassulaceae).

## Beschreibung

### Vegetative Merkmale
Aeonium tabuliforme wächst als zwei- bis mehrjährige, einzelne oder sehr selten sprossende, monokarpe Rosettenpflanze. Ihre kurzen, bis fast fehlenden, kräftigen Triebe sind glatt. Ihre flachen Rosetten erreichen einen Durchmesser von 9 bis 40 Zentimeter. Alle Blätter sind ziegelförmig und eng aneinandergepresst. Die verkehrt eiförmigen bis verkehrt lanzettlichen, anfangs schwach flaumhaarigen und dann verkahlenden, blass bis leuchtend grünen Laubblätter sind 4 bis 20 Zentimeter lang, 2 bis 4 Zentimeter breit und 0,3 bis 0,6 Zentimeter dick. Zur Spitze hin sind sie gerundet und tragen ein aufgesetztes Spitzchen. Die Basis ist keilförmig. Der gefranste Blattrand ist mit Haaren besetzt, die 0,5 bis 2 Millimeter lang sind.

### Generative Merkmale
Der Blütenstand weist eine Länge von 15 bis 30 Zentimeter und eine Breite von 12 bis 30 Zentimeter auf. Der Blütenstandsstiel ist 12 bis 30 Zentimeter lang. Die sieben- bis neunzähligen Blüten stehen an einem 2 bis 20 Millimeter langen Blütenstiel. Ihre Kelchblätter sind flaumhaarig. Die blassgelben, elliptischen, zugespitzten Kronblätter sind 6 bis 7 Millimeter lang und 1,5 bis 2 Millimeter breit. Die Staubfäden sind kahl.
Die Blütezeit ist Juli bis August.

### Chromosomenzahl
Die Chromosomenzahl beträgt 2n = 36.

## Systematik und Verbreitung
Aeonium tabuliforme ist im Norden von Teneriffa in Höhen von zu 850 Metern verbreitet.
Die Erstbeschreibung als Sempervivum tabuliforme durch Adrian Hardy Haworth wurde 1819 veröffentlicht. Philip Barker Webb und Sabin Berthelot stellten die Art 1840 in die Gattung Aeonium.

## Nachweise